# Vila Nova da Barquinha (freguesia)
A Freguesia de Vila Nova da Barquinha, com sede na vila que lhe dá o nome, é uma freguesia portuguesa do Município de Vila Nova da Barquinha com 12,83 km² de área e 3644 habitantes (censo de 2021), tendo, por isso, uma densidade populacional de 284 hab./km².

## Evolução territorial
Com lugares desanexados da freguesia de Vila Nova da Barquinha foi criada pela Lei n.º 30/88, de 1 de fevereiro a freguesia da Moita do Norte.
Em 2013, no âmbito de uma reforma administrativa nacional, foi-lhe anexado o território da então extinta freguesia de Moita do Norte.

## Demografia
Nota: Com lugares desanexados da freguesia de Vila Nova da Barquinha foi criada pela Lei n.º 30/88, de 1 de fevereiro a freguesia da Moita do Norte.
A população registada nos censos foi:
| Distribuição da População por Grupos Etários | Distribuição da População por Grupos Etários | Distribuição da População por Grupos Etários | Distribuição da População por Grupos Etários | Distribuição da População por Grupos Etários |
| -------------------------------------------- | -------------------------------------------- | -------------------------------------------- | -------------------------------------------- | -------------------------------------------- |
| Ano                                          | 0-14 Anos                                    | 15-24 Anos                                   | 25-64 Anos                                   | > 65 Anos                                    |
| 2001                                         | 185                                          | 183                                          | 734                                          | 324                                          |
| 2011                                         | 241                                          | 146                                          | 849                                          | 352                                          |
| 2021                                         | 517                                          | 351                                          | 1885                                         | 891                                          |

À data da junção das freguesias, a população registada no censo anterior (2011) foi:
| Freguesia atual        | Freguesia atual  | Freguesia atual | Freguesias antigas     | Freguesias antigas | Freguesias antigas |
| Freguesia              | População (2011) | Área (km²)      | Freguesia              | População (2011)   | Área (km²)         |
| ---------------------- | ---------------- | --------------- | ---------------------- | ------------------ | ------------------ |
| Vila Nova da Barquinha | 3680             | 12,83           | Vila Nova da Barquinha | 1588               | 6,03               |
| Vila Nova da Barquinha | 3680             | 12,83           | Moita do Norte         | 2092               | 6,80               |